# Peter Levy
Peter Levy est un directeur de la photographie australien, né à Sydney.

## Biographie
Peter Levy est membre de l'Australian Cinematographers Society (en), depuis 1983, puis de l'American Society of Cinematographers, depuis 2000.

## Filmographie
Sauf indication contraire, les informations mentionnées dans cette section peuvent être confirmées par la base de données cinématographiques IMDb,  présente dans la section « Liens externes ».

### Cinéma
- 1982 : With Prejudice, réalisé par Esben Storm
- 1986 : Short Changed, réalisé par George Ogilvie
- 1987 : Dangerous Game (en), réalisé par Stephen Hopkins
- 1987 : L'Ultime Complot (The Edge of Power), réalisé par Henri Safran
- 1989 : Freddy 5 : L'Enfant du cauchemar (A Nightmare on Elm Street: The Dream Child), réalisé par Stephen Hopkins
- 1990 : Predator 2, réalisé par Stephen Hopkins
- 1991 : Ricochet, réalisé par Russell Mulcahy
- 1993 : La Nuit du Jugement (Judgment Night), réalisé par Stephen Hopkins
- 1994 : Blown Away, réalisé par Stephen Hopkins
- 1995 : L'Île aux pirates (Cutthroat Island), réalisé par Renny Harlin
- 1996 : Broken Arrow, réalisé par John Woo
- 1996 : The War at Home, réalisé par Emilio Estevez
- 1998 : Perdus dans l'espace (Lost in Space), réalisé par Stephen Hopkins
- 2000 : Suspicion (Under Suspicion), réalisé par Stephen Hopkins
- 2004 : Torque, la route s'enflamme (Torque), réalisé par Joseph Kahn
- 2004 : Moi, Peter Sellers (The Life and Death of Peter Sellers), réalisé par Stephen Hopkins
- 2006 : Cœurs perdus (Lonely Hearts), réalisé par Todd Robinson
- 2007 : Les Châtiments (The Reaping), réalisé par Stephen Hopkins
- 2016 : Race de Stephen Hopkins

### Télévision
- 1982 : Ponape: Island of Mystery, réalisé par Nick Frazer (Téléfilm)
- 1983 : Cattle King, réalisé par Bill Bennett (Téléfilm)
- 1984 : Shipwrecked, réalisé par Bill Bennett (Téléfilm)
- 1985 : Robbery, réalisé par Michael Thornhill (Téléfilm)
- 1985 : A Fortunate Life, réalisée par Marcus Cole et Henri Safran (Mini série télévisée)
- 1988 : Joe Wilson, réalisée par Geoffrey Nottage (Mini série télévisée)
- 2001-2002 : 24 heures chrono (24), créée par Joel Surnow et Robert Cochran (Série télévisée)

épisode 1 Minuit - 1H00 - 12:00 a.m.-1:00 a.m., saison 1
épisode 6 13h00 - 14h00 - Day 2: 1:00 p.m.-2:00 p.m., saison 2
épisode 7 14h00 - 15h00 - Day 2: 2:00 p.m.-3:00 p.m., saison 2
- 2002 : FBI : Portés disparus (Without a Trace), créée par Hank Steinberg (Série télévisée)

épisode 1 Une vie rangée - Pilot, saison 1
- 2004 : Clubhouse, créée par Daniel Cerone (Série télévisée)

épisode 1 Pilot, saison 1
- 2007 : Californication, créée par Tom Kapinos (Série télévisée)

épisode 1 Cette petite folie que l'on appelle l'amour - Pilot, saison 1
- 2008 : The Oaks (Série télévisée)

épisode 1 Pilot, saison 1, réalisé par Michael Cuesta
- 2009 : Maggie Hill, réalisé par Stephen Hopkins (Téléfilm)
- 2009 : The Unusuals, créée par Noah Hawley (Série télévisée)

épisode 1 Pilot, saison 1
- 2010 : Justified, créée par Graham Yost (Série télévisée)

épisode 2 Riverbrook, saison 1
épisode 5 The Lord of War and Thunder, saison 1

## Distinctions
Source principale des distinctions.

### Récompenses
- 1991 : Directeur de la photographie de l'année pour Predator 2
- 2005 : Primetime Emmy Award de la meilleure photographie pour une série d'une demi-heure pour le pilote de la série Californication
- 2008 : Primetime Emmy Award de la meilleure photographie pour une minisérie ou un téléfilm pour Moi, Peter Sellers (The Life and Death of Peter Sellers)

### Nominations
- 2002 : nommé à l'ASC award pour le pilote de la série télévisée 24 heures chrono (24)
- 2005 : nommé à l'ASC award pour Moi, Peter Sellers (The Life and Death of Peter Sellers)